# Tessarabrachion
Tessarabrachion is een geslacht van kreeftachtigen uit de familie van de Euphausiidae.

## Soort
- Tessarabrachion oculatum Hansen, 1911